# Учасники російсько-української війни Ф
Учасники російсько-української війни, прізвища яких починаються з літери Ф:
1. Фабер Олексій Юрійович
2. Фабрика Едуард Євгенійович
3. Фабриков Сергій Вікторович
4. Фадєєнко Григорій Юрійович
5. Фадєєнко Олег Віталійович
6. Фай Роман Миколайович
7. Файбиш Віктор Вікторович
8. Файдюк Олег Олександрович
9. Файницький Микола Анатолійович
10. Файфура Владислав Омелянович
11. Файчук Веніамін Вікторович
12. Фака Антон Олександрович
13. Факас Микола Ілліч
14. Фалевич Юрій Анатолійович
15. Фандецький Олексій Юрійович
16. Фандєєв Андрій Олександрович
17. Фандралюк Сергій Олегович
18. Фанта Артем Валерійович
19. Фанта Василь Васильович
20. Фармагей Олег Григорович
21. Фармагей Юрій Миколайович
22. Фартушний Костянтин Миколайович
23. Фастовець Віталій Олександрович
24. Фатєєв Олександр Анатолійович
25. Фацевич Олександр Юрійович
26. Фацинець Артур Миколайович
27. Фаюра Андрій Анатолійович
28. Федан Іван Володимирович[1]
29. Федаш Юрій Петрович
30. Федина Олег Іванович
31. Фединський Максим Ігорович
32. Федитник Віталій Валерійович
33. Федін Андрій Вікторович[2][3]
34. Федінчук Володимир Васильович
35. Федічев Андрій Валентинович
36. Федічев Валентин Миколайович
37. Федоляк Михайло[4]
38. Федор Юрій Степанович
39. Федоренко Віктор Вікторович
40. Федоренко Олександр Олексійович
41. Федоренко Сергій Іванович
42. Федоренко Юрій Сергійович
43. Федосенко Артур Володимирович
44. Федорин Роман Анатолійович
45. Федорків Андрій Михайлович
46. Федорівський Сергій Іванович
47. Федоров Андрій Сергійович
48. Федоров Едуард Юрійович
49. Федоров Михайло Олександрович
50. Федоров Олег Васильович
51. Федоров Сергій Сергійович
52. Федорова Анна Олександрівна
53. Федоренко Іван Олександрович
54. Федоров Євген Володимирович
55. Федоров Карім Хакімович
56. Федоров Максим Сергійович
57. Федоров Олексій[5]
58. Федорович Валентин Олегович
59. Федорович Євген Вадимович
60. Федоровський Олександр Миколайович
61. Федорук Андрій Васильович
62. Федорцов Микола Миколайович
63. Федорченко Вадим Олександрович
64. Федоренко Назар Станіславович
65. Федорченко Олександр Іванович
66. Федорченко Олександр Сергійович
67. Федорченко Олексій Сергійович
68. Федорченко Сергій Сергійович
69. Федорчук Олександр Гнатович
70. Федорчук Петро Юрійович
71. Федорчук Юрій[6]
72. Федоряка Петро Вікторович
73. Федорян Віталій Георгійович
74. Федосенко Арсен Петрович
75. Федосенко Павло Юрійович
76. Федосєєв Вадим Вікторович
77. Федосєєв Леонід Валерійович
78. Федосов Андрій Миколайович
79. Федосюк Арсеній Миколайович
80. Федота Богдан Ігорович
81. Федотов Андрій Вікторови
82. Федун Богдан Миколайович
83. Федун Валентин Анатолійович
84. Федус Микола Миколайович
85. Федченко Валентин Миколайович
86. Федченко Віталій Володимирович
87. Федченко Владислав Миколайович
88. Федченко Володимир Миколайович
89. Федченко Володимир Петрович
90. Федчишин Анатолій Миколайович
91. Федчук Павло Петрович
92. Федчук Сергій Володимирович
93. Федюк Дмитро Алімович
94. Федьків Роман Васильович
95. Федько Богдан Олександрович
96. Федько Олександр Олександрович
97. Фелось Антон Анатолійович
98. Феоктистов Сергій Олександрович
99. Ференц Ігор Володимирович
100. Ференці Руслан Іванович
101. Ферлієвич Віктор Васильович
102. Ферфецький Олександр Олексійович
103. Ферштей Василь Михайлович
104. Феціца Христина Миколаївна
105. Фещенко Віталій Георгійович
106. Фесенко В'ячеслав Олександрович
107. Фесенко Сергій Михайлович
108. Фесенко Тетяна Сергіївна
109. Фесенюк Іван[7]
110. Фесюн Олександр Олександрович
111. Фещенко Владислав Васильович
112. Фещин Володимир Володимирович
113. Фидря Богдан Васильович
114. Фик Олег Васильович
115. Фіалка Дмитро Богданович
116. Фігас Василь Романович
117. Філатов Андрій Володимирович
118. Філик Андрій Вікторович
119. Філімонов Дмитро Юрійович
120. Філімонов Ігор Олегович
121. Філіпенко Владислав Юрійович
122. Філіпенко Петро Михайлович
123. Феліпенко Юрій Сергійович
124. Філіп'єва Дар'я Сергіївна
125. Філіпов Костянтин Анатолійович
126. Філіпов Микола Віталійович
127. Філіпов Олександр Петрович
128. Філіповський Вадим Миколайович
129. Філіпповський Юрій Володимирович
130. Філіпсонов Руслан Володимирович
131. Філіпський Павло Віталійович
132. Філіпчук Ігор Венедиктович
133. Філіпчук Ігор Ярославович
134. Філон Олександр Русланович
135. Філоненко Віталій Володимирович
136. Філоненко Максим Валерійович
137. Філоненко Олександр Віталійович
138. Філь Олександр Олегович
139. Фінашин Дмитро Русланович
140. Фінік Максим Вікторович
141. Фірсов В'ячеслав Олександрович
142. Фірсов Дмитро Борисович
143. Фіцкалинець Василь Васильович
144. Фішер Дмитро Вільгельмович
145. Фіщук Олександр Вікторович
146. Фіялова Наталя Анатоліївна
147. Флекей Зіновій Миколайович
148. Флиста Юрій Зіновійович
149. Фокшей Ярослав Юрійович
150. Фоменко Євген Вікторович
151. Фоменко Олександр Васильович
152. Фомічов Ігор Ігорович
153. Формальова Валерія Євгеніївна
154. Форті Давид Михайлович
155. Форманюк Сергій Миколайович
156. Французан Ігор Леонтійович
157. Франчук Олександр[8]
158. Франчук Тарас Васильович
159. Франишин Дмитро Юрійович
160. Фрідріх Володимир Іванович
161. Фріз Сергій Володимирович
162. Фрішніч Михайло Михайлович
163. Фроленко Сергій[9]
164. Фроленко Сергій Валентинович
165. Фролов Євген Вікторович
166. Фролов Максим
167. Фролов Олександр Миколайович (вояк)
168. Фролов Сергій Вікторович
169. Фролова Олена Євгенівна
170. Фунтовий Іван Іванович
171. Фурдик Дмитро Миколайович
172. Фурик Роман Степанович
173. Фурін Володимир Вікторович[10]<
174. Фурман Олег Анатолійович
175. Фурман Олександр Валентинович
176. Фурман Олександр Вікторович
177. Фурсик Віталій Юрійович
178. Фурсов Євген Олександрович
179. Фурсов Ігор Сергійович
180. Фуфалько Василь Михайлович
181. Пітер Фуше[11]